# Centre Cultural la Beneficència
El Centre Cultural la Beneficència és un centre cultural situat a l'antiga casa de la Beneficència de la ciutat de València. El seu origen és un antic hospici del segle xix, i en la dècada de 1990 va ser restaurat i preparat com a centre cultural i sala d'exposicions, on s'hi troben diferents institucions de l'àrea de cultura de la Diputació de València, de qui depén. Al seu interior es troben el Museu Valencià d'Etnologia i el Museu de Prehistòria de València.

## Edifici
Arran de la desamortització de 1836, el Convent de la Corona de Crist va passar a ser propietat de l'Ajuntament. Aquest ho va cedir el 1841 per a la construcció de la Casa de la Beneficència.
L'edifici va ser obra de l'arquitecte Joaquín María Belda, per iniciativa de la Diputació Provincial. La institució es va crear a l'empara de l'antiga legislació liberal vuitcentista, que conferia a ajuntaments i diputacions el paper principal en el socors de la indigència. Fins 1982 es va dedicar a l'educació de nens. En 1995 es va convertir en el Centre Cultural La Beneficència i va patir una profunda remodelació -la segona de la seva història, havent estat la primera a 1944- a càrrec de l'arquitecte Rafael Rivera. En l'actualitat alberga el Museu de Prehistòria de València, el Museu Valencià d'Etnologia i altres serveis de la Diputació Provincial de València.

## Contingut
Dins d'aquest centre es troben:
- El Museu Valencià d'Etnologia
- El Museu de Prehistòria de València
- El Servei d'Investigació Prehistòrica.
- La Institució Alfons el Magnànim.
- El Centre de Publicacions de la Diputació de València.

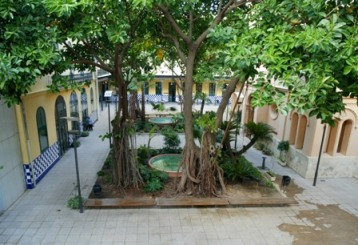
Vista d'uns dels patis de la Beneficència

## Sales d'exposicions

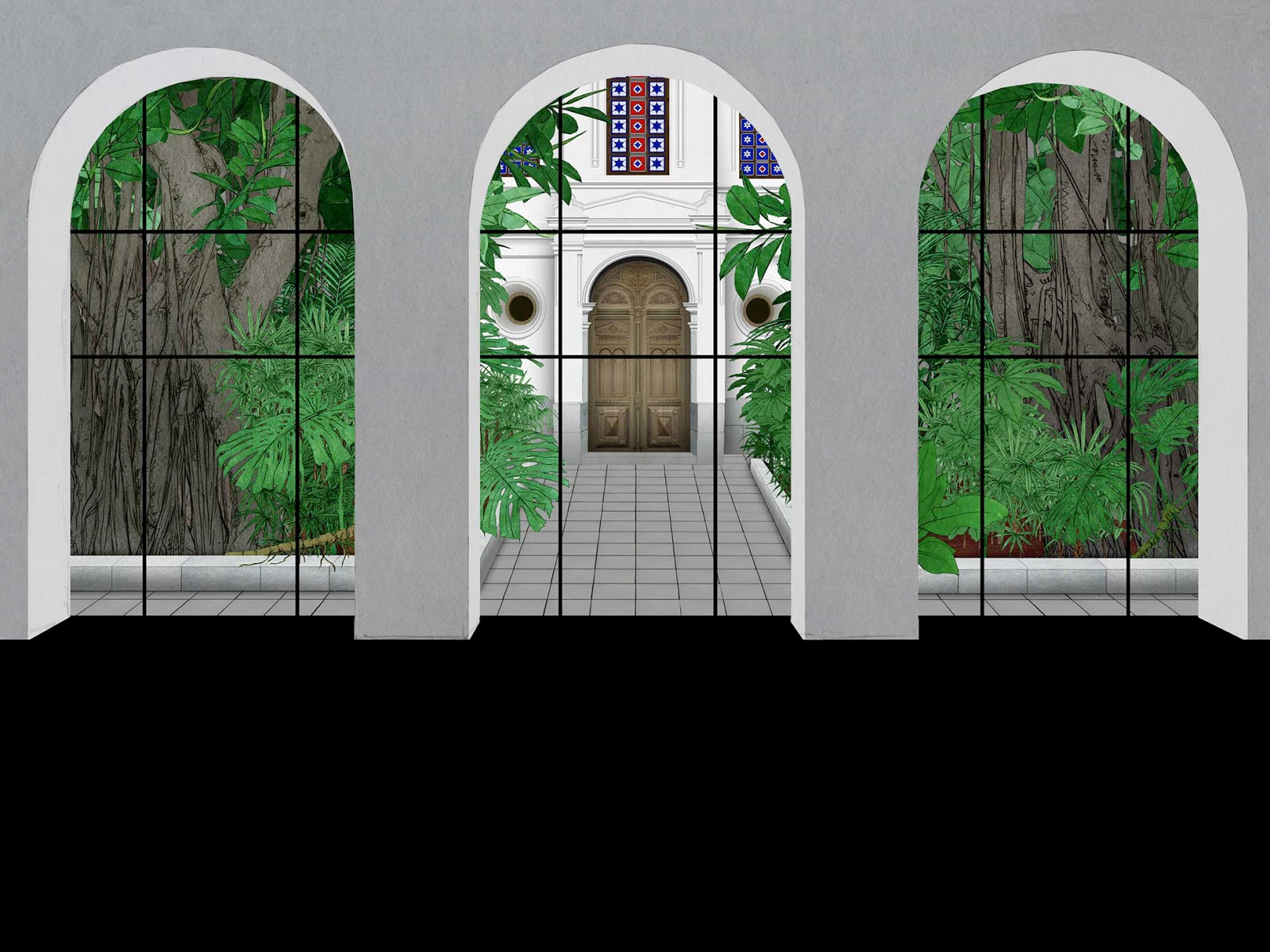
Vista del pati interior des del Hall d'entrada.

El Museu de Prehistòria alberga sales permanents amb materials arqueològics que comprenen des de la prehistòria valenciana fins a època visigoda.
El Museu Valencià d'Etnologia presenta l'exposició permanent amb sales dedicades a La Ciutat, Horta i marjal i Secà i muntanya.
També s'organitzen exposicions temporals i tallers didàctics sobre la societat i la cultura a través del temps.